# يعب
اليَعَبُ (الاسم العلمي: Cordeauxia) هو جنس نبات ينتمي للقبيلة البقماوية من الفصيلة البقولية، وهو يضمّ نوعاً واحداً، اليَعَبُ المَأْكُولُ (الاسم العلمي: Cordeauxia edulis) أو اختصاراً اليَعَبُ. وصف وليام بوتينغ همسلي الجنس والنوع عام 1907 في نشرة المعلومات المتنوعة للحدائق النباتية الملكية بكيو (بالإنجليزية: Bulletin of Miscellaneous Information, Royal Botanic Gardens, Kew)‏.